# Бор (Мойкинское сельское поселение)
Бор — деревня в Батецком муниципальном районе Новгородской области, входит в состав Мойкинского сельского поселения.

## География
Деревня расположена на левом берегу реки Луга, на автодороге Р47 (Великий Новгород — Луга) между деревнями Жестяная Горка и Чёрное.

## Население
| 2010 |
| ---- |
| 15   |